# ماتيلد كاريه
ماتيلد كاريه (بالفرنسية: Mathilde Carré)‏ هي ممرضة وجاسوسة فرنسية، ولدت في 30 يونيو 1908 في لي كروزو في فرنسا، وتوفيت في 30 مايو 2007 في الدائرة السادسة في باريس في فرنسا.